# Murajica Pajič
Murajica Pajič (Jesenice, 24 agosto 1961) è un allenatore di hockey su ghiaccio ed ex hockeista su ghiaccio sloveno.

## Carriera

### Giocatore
Ha giocato per tutta la sua carriera in patria, nel campionato jugoslavo prima, in quello sloveno poi (a partire dalla stagione 1991-1992).
Ha vestito anche la maglia delle rispettive nazionali, giocando quattro edizioni del campionato mondiale (due con la Jugoslavia ed altrettante con la Slovenia) ed una dei giochi olimpici invernali, giocati in casa a Sarajevo 1984.

### Allenatore
Dopo il ritiro nel 1998 ha cominciato ad allenare le giovanili dello Jesenice, e la nazionale slovena Under-16. La maggior parte della sua carriera da allenatore si è però svolta nei campionati italiani: fu primo allenatore dell'Hockey Club Gherdëina, poi secondo di Adolf Insam sulla panchina del Milano Vipers (2003-2008) e dell'Hockey Milano Rossoblu (2008-2009), prendendone poi il posto nella stagione 2009-2010..
Per due stagioni allenò in Slovenia il Maribor, per poi fare ritorno in Italia, dapprima come primo allenatore del Pontebba (2012-2013), entrando poi nei quadri dell'Appiano, dove è stato sia assistente allenatore (2013-2015) che primo allenatore (2015-2016), oltre che allenatore delle giovanili (dal 2013).
Nel 2021-2022 è stato alla guida delle giovanili del Merano, per poi essere chiamato, nella stagione successiva, dal Pergine come responsabile del settore giovanile.

## Vita privata
Anche il figlio Rok è stato un giocatore di hockey su ghiaccio professionista.

## Palmarès

### Giocatore
- Campionato jugoslavo: 1

Jesenice: 1984-1985
- Campionato sloveno: 3

Jesenice: 1991-1992, 1992-1993, 1993-1994